# The world of Maynard Ferguson
The World of Maynard Ferguson is het tweede studioalbum van de bigband rondom Maynard Ferguson voor het platenlabel CBS. Het album dat in de werkfase een album vol met filmmuziek zou worden, werd een muzikale handtekening van Ferguson, mede door het succes van zijn arrangement van MacArthur Park van Jimmy Webb. Opnamen vonden plaats in de geluidsstudio aan Lansdowne Road. Achter de knoppen zat Adrian Kerridge, in de popmuziekwereld werkend voor The Dave Clark Five. Op het album is goed te horen waarom Ferguson high blower werd genoemd. Regelmatig komt hij boven het bereik van de “normale” trompettist uit.
Aan de overzijde van de Atlantische Oceaan kreeg het album de M.F. Horn mee. De titel zou Ferguson nog een aantal keren hergebruiken. Heruitgaven van het album vonden meestal plaats onder de Amerikaanse titel. De tracks op de Amerikaanse uitgave staan in een andere volgorde.   

## Musici
De bigband bestond uit een allegaartje uit de Britse jazzwereld, die vrijwel allemaal onbekend zijn gebleven. Uitzondering daarop in de percussiespeler Frank Ricotti, die in 2015 meer dan 500 credits op zijn naam heeft staan in de meest uiteenlopende stijlen muziek.
- trompet, flugelhorn, ventieltrombone: Maynard Ferguson
- trompet: Alan Downey, Martin Drover, John Huckridge, John Donnelly
- trombone: Billy Graham, Chris Pyne, Albert Wood
- altsaxofoon: Pete King
- tenorsaxofoon: Danny Moss, Brian Smith
- baritonsaxofoon: Bob Watson
- piano: Pete Jackson
- gitaar: George Kish
- contrabas, basgitaar: Dave Lynanne
- slagwerk: Randy Jones
- percussie: Frank Ricotti
- Vina: Vemu Mukunda (track Chala nata)
- Tanpura: Mohana Lakshmipathy (track Chala nata)

## Muziek
| Track Europa | Track Amerika | Titel                                    | Componist                    | Arrangeur     | Tijd  |
| ------------ | ------------- | ---------------------------------------- | ---------------------------- | ------------- | ----- |
| A1           | B1            | Chala nata                               | Mukunda, Ferguson, Mansfield | Mansfield     | 7:55  |
| A2           | B2            | If I thought you’d ever change your mind | John Cameron                 | Mansfield     | 4:18  |
| A3           | B3            | L-dopa                                   | Mansfield                    | Mansfield     | 12:21 |
| B1           | A1            | Eli’s coming                             | Laura Nyro                   | Adrian Drover | 5:25  |
| B2           | A2            | Ballad to Max                            | Kenny Wheeler                | Kenny Wheeler | 5:30  |
| B3           | B3            | MacArthur Park                           | Jimmy Webb                   | Adrian Drover | 10:01 |